# Diego Causero
Mons. Diego Causero (* 13. ledna 1940 Moimacco, Provincie Udine, Itálie) je katolický duchovní, diplomat Svatého stolce a titulární arcibiskup gradský. V letech 2004 až 2011 byl apoštolským nunciem v České republice, dříve zastával tentýž úřad v Čadu (1992–1999), Středoafrické republice (1993–1999), Republice Kongo (1993–1995) a v Sýrii (1999–2004).

## Život
Diego Causero studoval střední školu a humanitní obory při arcibiskupském semináři v Udine, poté studoval teologii na Gregoriánské univerzitě v Římě (1959–1964) a ještě později liturgiku na Papežském liturgickém institutu Anselmianum tamtéž (1964–1966). Kněžské svěcení obdržel z rukou arcibiskupa Zaffonata 7. dubna 1963.
Krátce sloužil nejprve ve farnosti a později v rodném semináři, načež začal působit na Papežské církevní akademii. V roce 1973 vstoupil do diplomatických služeb Svatého stolce. Pracoval postupně na nunciaturách v Nigérii (1973–1976), Španělsku (1976–1980), Sýrii (1980–1984) a Austrálii (1984–1987), poté byl vyslancem Svatého stolce u OSN v Ženevě (1988–1991).
Dne 15. prosince 1992 byl papežem Janem Pavlem II. jmenován titulárním arcibiskupem z Mety a apoštolským nunciem v Čadu, 1. ledna 1993 se jeho pověření rozšířilo o úřady nuncia ve Středoafrické republice a v Republice Kongo. Vysvěcen na biskupa byl papežem Janem Pavlem II. 6. ledna 1993, spolusvětiteli byli arcibiskupové Re a Rigali. Nunciem v Kongu byl pouze do roku 1995, oba další dva úřady si podržel až do roku 1999, kdy byl jmenován apoštolským nunciem v Sýrii. V roce 2001 byl jmenován titulárním arcibiskupem gradským. Apoštolským nunciem pro Českou republiku byl jmenován 10. ledna 2004.
Své působení ve funkci apoštolského nuncia v České republice ukončil 28. května 2011, kdy byl jmenován apoštolským nunciem ve Švýcarsku a Lichtenštejnsku.
Dne 5. září 2015 přijal papež František jeho rezignaci na post nuncia v Lichtenštejnsku.

## Posloupnosti
| Apoštolská nunciatura v Čadu | Apoštolská nunciatura v Čadu | Apoštolská nunciatura v Čadu |
| ---------------------------- | ---------------------------- | ---------------------------- |
| Předchůdce: John Bulaitis    | 1992–1999 Diego Causero      | Nástupce: Joseph Chennoth    |

| Apoštolská nunciatura ve Středoafrické republice | Apoštolská nunciatura ve Středoafrické republice | Apoštolská nunciatura ve Středoafrické republice |
| ------------------------------------------------ | ------------------------------------------------ | ------------------------------------------------ |
| Předchůdce: John Bulaitis                        | 1993–1999 Diego Causero                          | Nástupce: Joseph Chennoth                        |

| Apoštolská nunciatura v Republice Kongo | Apoštolská nunciatura v Republice Kongo | Apoštolská nunciatura v Republice Kongo |
| --------------------------------------- | --------------------------------------- | --------------------------------------- |
| Předchůdce: Beniamino Stella            | 1993–1995 Diego Causero                 | Nástupce: Luigi Pezzuto                 |

| Apoštolská nunciatura v Sýrii      | Apoštolská nunciatura v Sýrii | Apoštolská nunciatura v Sýrii         |
| ---------------------------------- | ----------------------------- | ------------------------------------- |
| Předchůdce: Pier Giacomo De Nicolò | 1999–2004 Diego Causero       | Nástupce: Giovanni Battista Morandini |

| 3. apoštolský nuncius v České republice | 3. apoštolský nuncius v České republice | 3. apoštolský nuncius v České republice |
| --------------------------------------- | --------------------------------------- | --------------------------------------- |
| Předchůdce: Erwin Josef Ender           | 2004–2011 Diego Causero                 | Nástupce: Giuseppe Leanza               |

| Apoštolská nunciatura ve Švýcarsku | Apoštolská nunciatura ve Švýcarsku | Apoštolská nunciatura ve Švýcarsku |
| ---------------------------------- | ---------------------------------- | ---------------------------------- |
| Předchůdce: Francesco Canalini     | 2011–2015 Diego Causero            | Nástupce: Thomas Gullickson        |

| Apoštolská nunciatura v Lichtenštejnsku | Apoštolská nunciatura v Lichtenštejnsku | Apoštolská nunciatura v Lichtenštejnsku |
| --------------------------------------- | --------------------------------------- | --------------------------------------- |
| Předchůdce: Francesco Canalini          | 2011–2015 Diego Causero                 | Nástupce: Thomas Gullickson             |